# Premis Ondas 1967
Els Premis Ondas 1967 van ser la catorzena edició dels Premis Ondas, atorgades el 1967. El jurat nacional fou presidit per Manuel Aznar i l'internacional per Luis Ezcurra. En aquesta edició es diferencien cinc categories: Premis Nacionals de ràdio, nacionals de televisió, locals, internacionals de ràdio i televisió, i especials.

## Nacionals de ràdio
- Millor locutora: Manoli Campos de RNE
- Millor locutor: Juan de Toro de cadena SER
- Millor autor: Guillermo Sautier Casaseca de la cadena SER

## Nacionals televisió
- Millor actriu: Gemma Cuervo de TVE
- Millor actor: Fernando Guillén de TVE
- Millor Director: Alberto González Vergel de TVE
- Millor programa informatiu: A toda plana de TVE
- Millor programa musical: Ciclo Beethoven de TVE
- Millor programa cultural: Testimonio de TVE
- Millor programa dramàtic: Estudio 1 de TVE

## Locals
- Millor locutora: Pilar Paramo de Radio Castilla de Burgos
- Millor locutor: Francisco Ortiz de Radio Saragossa
- Millor autor: Cirilo Rodríguez de Radio Segovia
- Millor director: Manuel G. Terán Curiá de Ràdio Barcelona
- Millor programa cultural: Segundos que deciden de Ràdio Joventut Barcelona
- Millor programa musical: Teatre de l'òpera d'RNE Barcelona

## Internacionals de ràdio i televisió
- Millor actor: Roger Moore (Gran Bretanya)[2]
- Millor locutora: Joanne King de TV Houston (els EUA)
- Millor locutor Ràdio: Germán Pinelli de TV cubana (Cuba)
- Millor actriu: Marie-France Boyer d'ORTF (França)
- Millor autor: Abelardo Raidi de Ràdio Caracas-TV (Veneçuela)
- Millor director: Antonio Miguel de RCP-Lisboa (Portugal)
- Millor programa informatiu: A través dels Urals de Westdeuscher R. (Alemanya)
- Millor programa musical: Music Unlimited de Radio TV-WGN-Chicago (els EUA)
- Millor programa cultural: Les processons de Setmana Santa de Sudwestfunk-B. Baden (Alemanya)
- Millor programa dramatitzat: I promessi sposi de RAI (Itàlia)

## Especials
- Per la seva tasca de tota la vida en la ràdio: A Ignacio Mateo (a títol pòstum) d'RNE
- Pel seu interès cultural: A Misión rescate d'RNE
- Al Reportatge del viatge de S. S. a Fátima d'RNE
- A Radio ECCA de Las Palmas Per la seva tasca cultural de la cadena COPE
- A Servei espanyol de Las Palmas Per la seva tasca cultural Kol Yisrael (Israel)
- A Ràdio Canadà Per la seva tasca informativa en la Expo-67 CBC (el Canadà)
- A Em orbita, musical pop folk de Radio Clube portuguès de RCP (Portugal)